# Hraniční přechod Nicana
Hraniční přechod Nicana (hebrejsky: מעבר ניצנה, Ma'avar Nicana, arabsky:معبر نيتسانا) je hraniční přechod mezi Izraelem a Egyptem určený pro silniční přepravu.
Nachází se na rozmezí Negevské pouště a Sinajského poloostrova v nadmořské výšce cca 230 metrů cca 55 kilometrů jihozápadně od Beerševy. Na dopravní síť je na izraelské straně napojen pomocí lokální silnice 211. Přímo podél hranice tu pak vede dálnice číslo 10.

## Dějiny

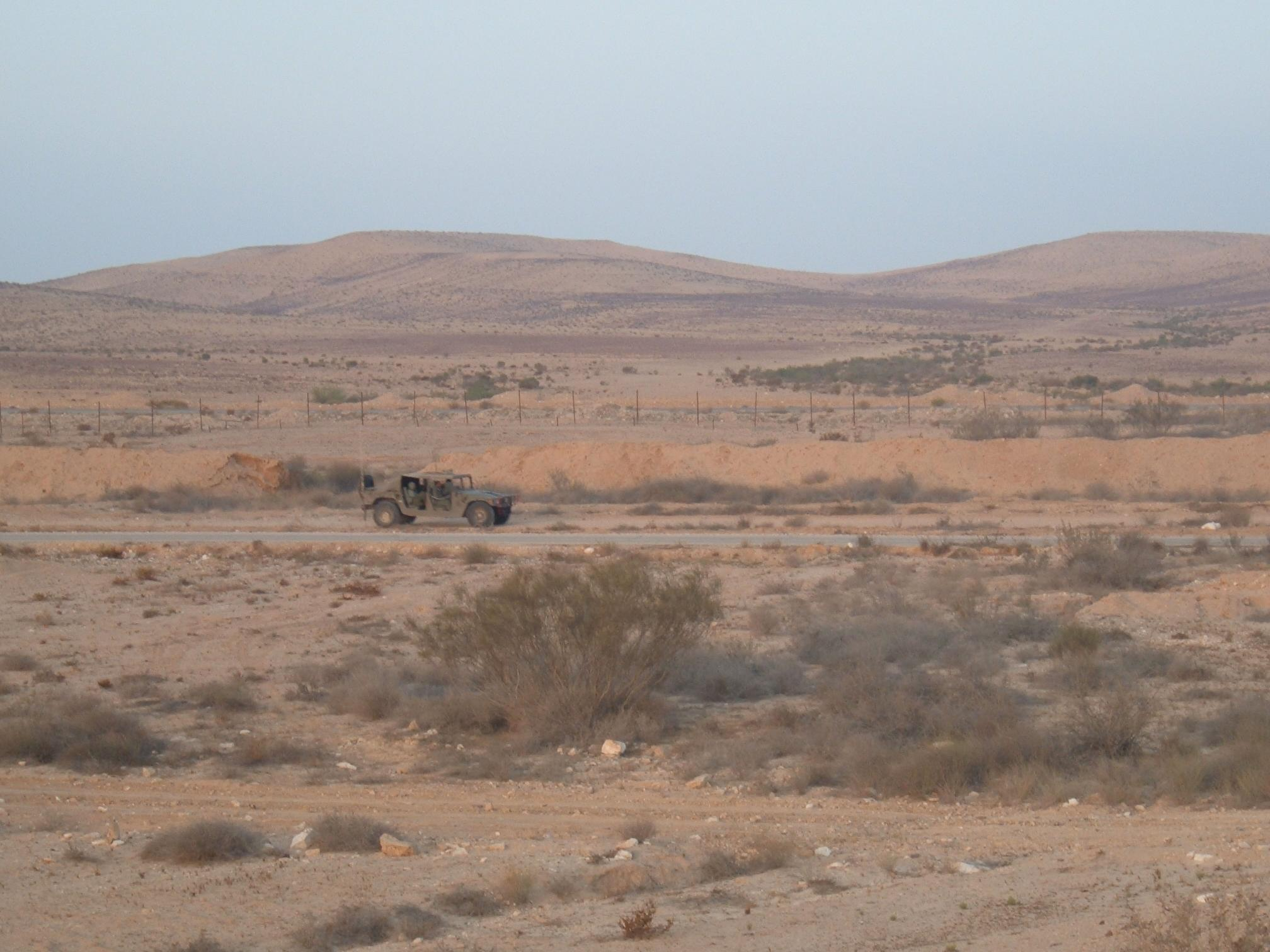
Izraelské hraniční hlídky poblíž Nicany

Hraniční přechod Nicana byl otevřen 26. dubna 1982 v důsledku podpisu Egyptsko-izraelské mírové smlouvy, kdy se Izrael stáhl z okupovaného území Sinajského poloostrova. Provozuje jej Izraelská správa letišť. Zpočátku sloužil jako pěší i silniční přechod. Později ale byl provoz pro velmi nízkou inzenzitu pěších omezen jen na automobilovou přepravu. Na egyptské straně bývá přechod nazýván al-Audža.

## Statistika
Přechod vykazuje trvale rostoucí počet odbavených vozů .
| Rok   | 2002  | 2003  | 2004  | 2005  | 2006  | 2007   | 2008   |
| ----- | ----- | ----- | ----- | ----- | ----- | ------ | ------ |
| Počet | 2 343 | 4 380 | 5 567 | 6 018 | 9 926 | 10 875 | 11 652 |